# Dolicholobium oblongifolium
Dolicholobium oblongifolium är en måreväxtart som beskrevs av Asa Gray. Dolicholobium oblongifolium ingår i släktet Dolicholobium och familjen måreväxter. Inga underarter finns listade i Catalogue of Life.